# 石梁镇 (天长市)
石梁镇，是中国安徽省天长市下属的一个行政建制镇，位于天长城西13公里，与新街镇、汊涧镇、大通镇相邻。
全镇下辖十八集、石龙、陆营、二桥、唐营、周营、三墩、万圩、孝庵、新港、青城、长城、红庙、何庄、古庵、军田、高庄、周岗、蔡河19个村民委员会和十八集、石街2个居民委员会，共有229个村民小组和1个林场。石梁镇面积109.1平方公里，人口31143人。

## 交通
规划与建设中的宁淮铁路，扬宿高速公路，滁扬高速公路将于该镇设置站点。

## 历史沿革
- 石梁镇是天长市境内历史最久的古治所。商周时古名卑梁，属吴国边邑，《史记·楚世家》记载中关于吴楚战争的“卑梁之衅”就发生在今石梁镇。
- 东晋侨置肥如县，南朝宋、齐侨置南沛郡、沛县，梁改南沛郡为泾城郡、泾州，陈改泾城为沛郡。北周改沛郡、县为石梁郡、县。隋改为扬州永福县，仍治今石梁镇。
- 唐初改永福县为石梁县，不久撤销，分别并入淮南道扬州的江都县、六合县、高邮县。
- 唐玄宗天宝元年（公元742年），为纪念玄宗李隆基生日，割江都、六合、高邮三县地置千秋县，属淮南道扬州（广陵郡）。天宝七年，千秋节改为天长节，千秋县也随之易名天长县，石梁镇属于天长至今。